# Le Vagabond roi
Pour les articles homonymes, voir The Vagabond King.
Pour plus de détails, voir Fiche technique et Distribution.
Le Vagabond roi (titre original : The Vagabond King) est un film américain réalisé par Ludwig Berger, sorti en 1930.

## Fiche technique
- Titre original : The Vagabond King
- Titre français : Le Vagabond roi
- Réalisation : Ludwig Berger
- Scénario : Herman J. Mankiewicz, d'après l'opérette de Brian Hooker et William H. Post, d'après le roman de R.H. Russell et d'après la pièce de Justin Huntly McCarthy
- Photographie : Henry W. Gerrard et Ray Rennahan
- Musique : W. Franke Harling
- Pays d'origine : États-Unis
- Genre : musical
- Date de sortie : 1930

## Distribution
- Dennis King : François Villon
- Jeanette MacDonald : Katherine
- O.P. Heggie : Louis XI
- Lillian Roth : Huguette
- Warner Oland : Thibault
- Tom Ricketts : l'astrologue
- Arthur Stone : Olivier le barbier